# ゴツェ・デルチェフ (地名)
ゴツェ・デルチェフ（Gotse Delchev (ブルガリア語: Гоце Делчев [ˈɡɔt͡sɛ ˈdɛɫt͡ʃɛf])）は、ブルガリア南西部の町、およびそれを中心とした基礎自治体。ブラゴエヴグラト州に属する。
ゴツェ・デルチェフの町の名前はマケドニア地方のオスマン帝国からの分離とブルガリアへの編入を求めて闘争を行った内部マケドニア革命組織の指導者の一人、ゴツェ・デルチェフ（Gotse (Georgi) Nikolov Delchev）にちなんで改名された。1951年以前の名称はネヴロコプ (ブルガリア語: Неврокоп、Nevrokop ネヴロコピ ギリシア語: Νευροκόπι、Nevrokópi、ネヴレコプ トルコ語: Nevrekop)。
付近には、ローマ帝国がダキア王国に勝利したのを記念して建造された紀元後2世紀の城壁都市の遺跡が残されている。この町はネストルム（Nestrum）と呼ばれていた。ここでは考古学的調査が行われているが、1986年からは財政難により調査は停止していた。
領域の一部はピリン国立公園に含まれている。ピリン国立公園はユネスコの世界遺産にも登録されている国立公園である。

## 町村
ゴツェ・デルチェフ基礎自治体（Община Гоце Делчев）には、その中心であるゴツェ・デルチェフをはじめ、以下の町村（集落）が存在している。
- Баничан（Banichan）
- Борово（Borovo）
- Брезница（Breznitsa）
- Буково （Bukovo）
- Господинци（Gospodintsi）
- Гоце Делчев（Gotse Delchev）

- Делчево（Delchevo）
- Добротино（Dobrotino）
- Корница （Kornitsa）
- Лъжница（Lazhnitsa）
- Мусомища（Musomishta）

## ギャラリー

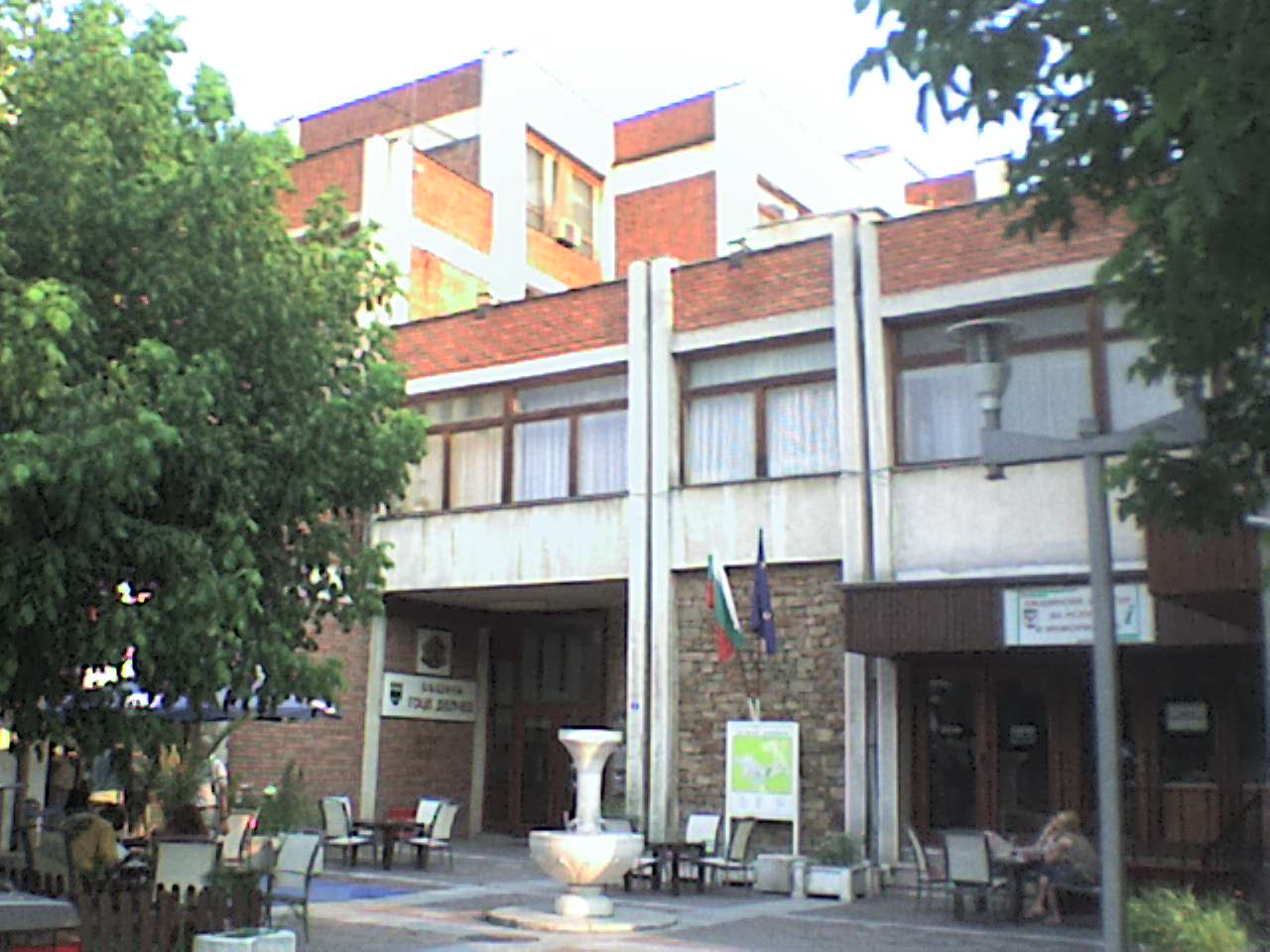
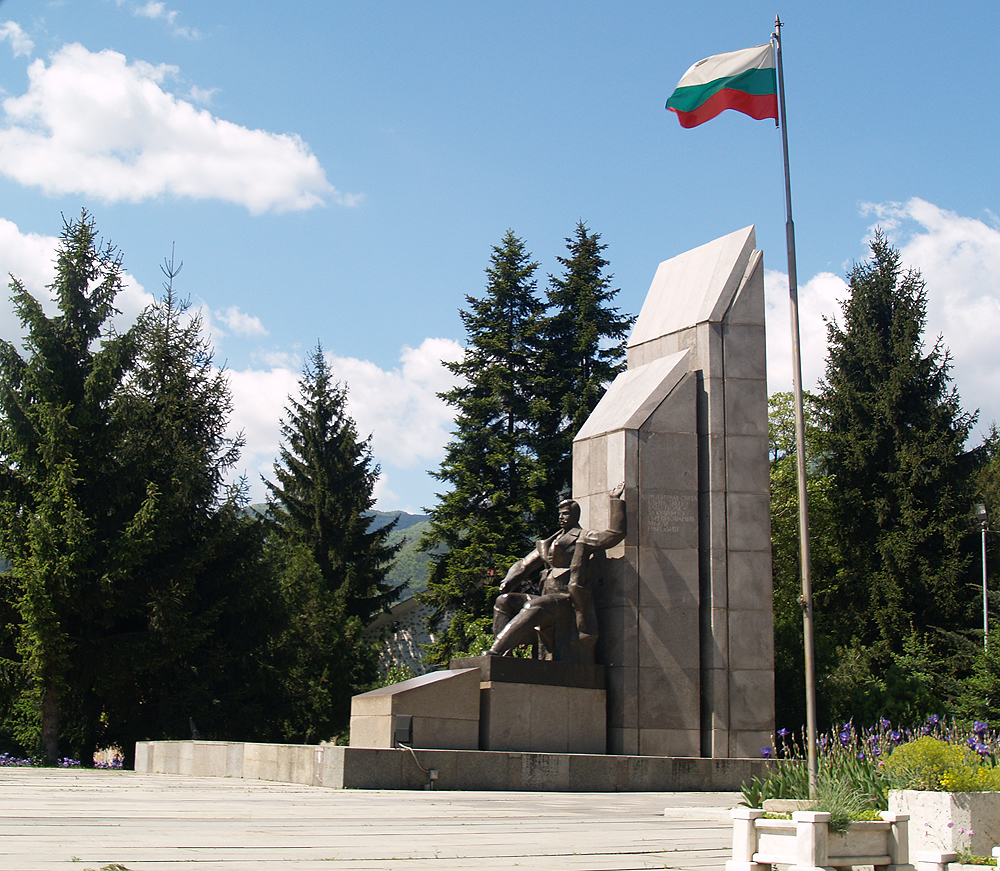